# Robert S. Kapito

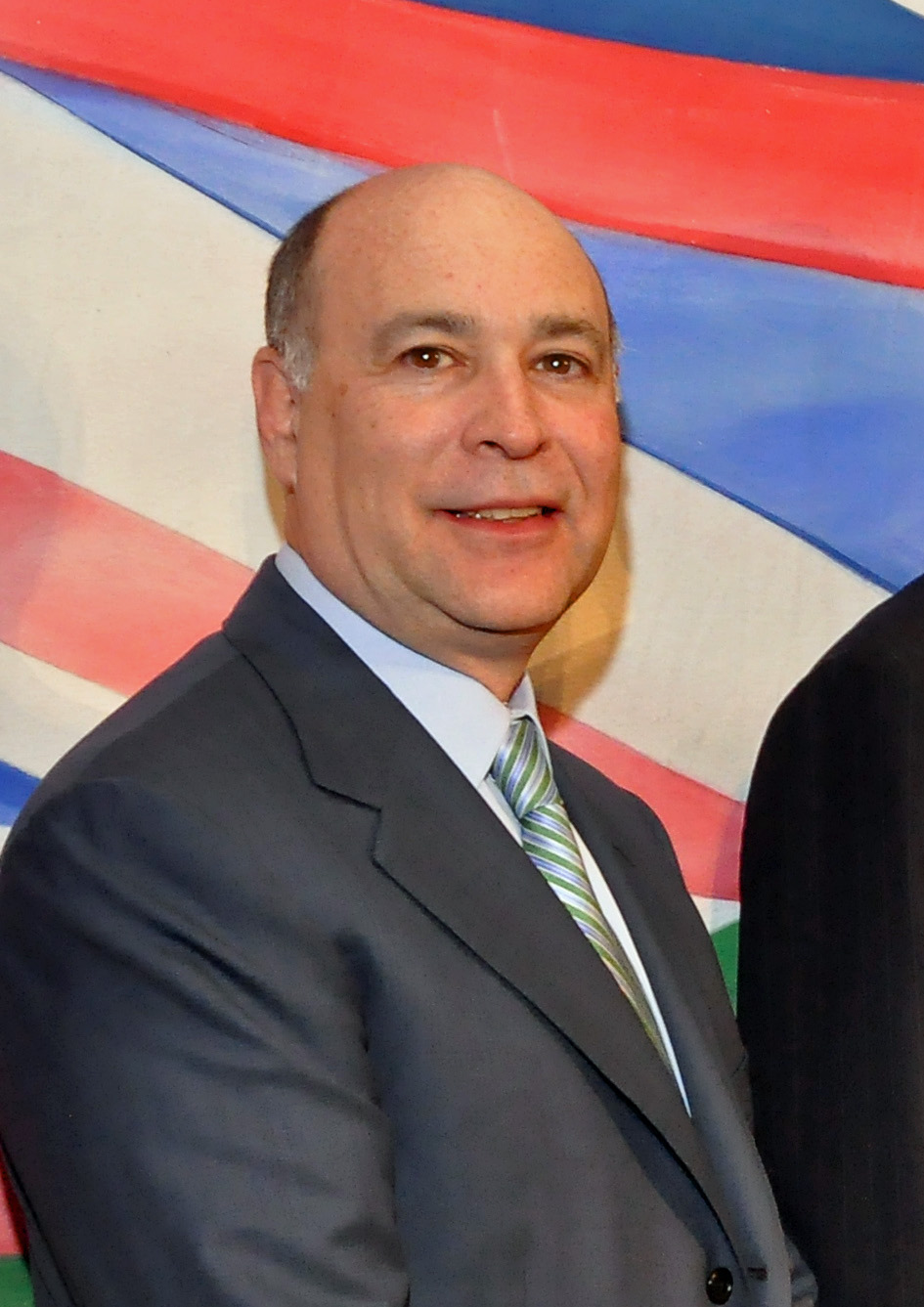
Rob Kapito (bei der Übergabe des Woodrow Wilson Award in New York City, April 2010, an Larry Fink)

Robert Steven Kapito (* Februar 1957 in New York) ist ein US-amerikanischer Unternehmer. Kapito ist Gründer, Präsident und Vorstandsmitglied des in New York ansässigen weltgrößten Vermögensverwalters BlackRock. 2013 erhielt er von Blackrock eine Vergütung von 17,7 Millionen US-Dollar.

## Leben
Der im Februar 1957 in New York geborene Robert „Rob“ Steven Kapito schloss 1979 sein Wirtschaftsstudium an der Wharton Business School mit dem Bachelor-Grad ab. Im Anschluss begann Kapitos Laufbahn 1979 bei der Investmentbank First Boston. Nach einer Zwischenstation 1982 bei der Unternehmensberatung Bain & Company und einem Master of Business Administration (MBA) an der Harvard Business School kehrte der Ökonom 1983 als Vize-Präsident der Hypothekengeschäfte zur First Boston zurück. Dort traf Kapito auf Laurence D. Fink, mit dem er 1988 die Investmentbank verließ und unter dem Dach der Private-Equity-Beteiligungsgesellschaft Blackstone den Vermögensverwalter BlackRock gründete. Im Laufe der nächsten Jahre wuchs BlackRock unter der Führung von Kapito zum weltgrößten Vermögensverwalter. Heute ist Kapito als Präsident, Vorstandsmitglied und Mitglied des Global Executive Committee für das tägliche Geschäft bei BlackRock verantwortlich. Dem 60-Jährigen werden Ambitionen nachgesagt, an die Spitze des Aufsichtsrats zu rücken und dort dem fünf Jahre älteren Fink zu folgen. Zudem sitzt Kapito im Vorstand von iShares, einem Zusammenschluss mehrerer Exchange-traded funds (ETFs), die von BlackRock geführt werden. Robert Kapito lebt mit seiner Frau Ellen und der Familie im New Yorker Stadtteil Manhattan.

## Philanthropie
Kapito war von 2014 bis 2016 Vorstandsmitglied der Wall Street-Division der United Jewish Appeal-Federation of Jewish Philanthropies of New York Inc., der weltgrößten regionalen philanthropischen Vereinigung. Im Juni 2016 wurde Kapito schließlich zum Vorstandsvorsitzenden der UJA-Federation of Jewish Philanthropies of New York Inc. ernannt. Zudem ist Kapito Mitglied des Wall Street Dinner Committee der UJA-Federation of New York. Neben diesen Engagements ist Kapito Präsident des am Columbia University Medial Center ansässigen Hope & Heroes Children’s Cancer Fund.

## Auszeichnungen
- Joseph Wharton Leadership Award, 2009
- Semper Fidelis Award der Marine Corps-Law Enforcement Foundation, 2010
- Gustave L. Levy Award der Wall Street-Division des United Jewish Appeal (UJA-Federation of New York)